# آلنا آندریوا
آلنا آندریوا (روسی: Алёна Сергеевна Андреева؛ زادهٔ ۲۱ نوامبر ۱۹۹۷) بازیکن فوتبال اهل روسیه است.
وی همچنین در تیم ملی فوتبال زنان روسیه بازی کرده‌است.